# Neue Kirche Bad Suderode

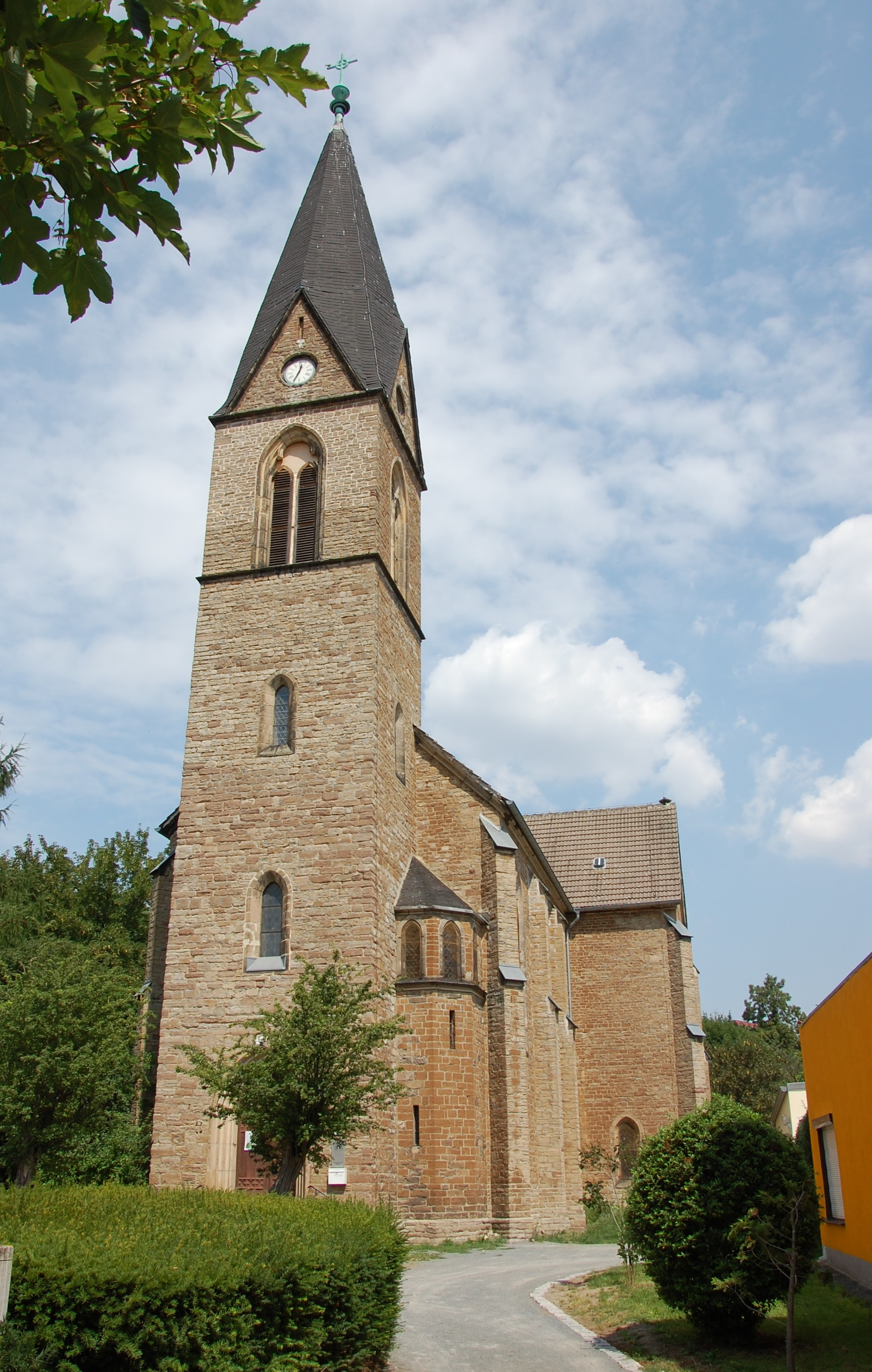
Neue Kirche Bad Suderode

Die Neue Kirche Bad Suderode ist ein denkmalgeschütztes evangelisches Kirchengebäude im zur Stadt Quedlinburg in Sachsen-Anhalt gehörenden Ortsteil Bad Suderode.

## Lage

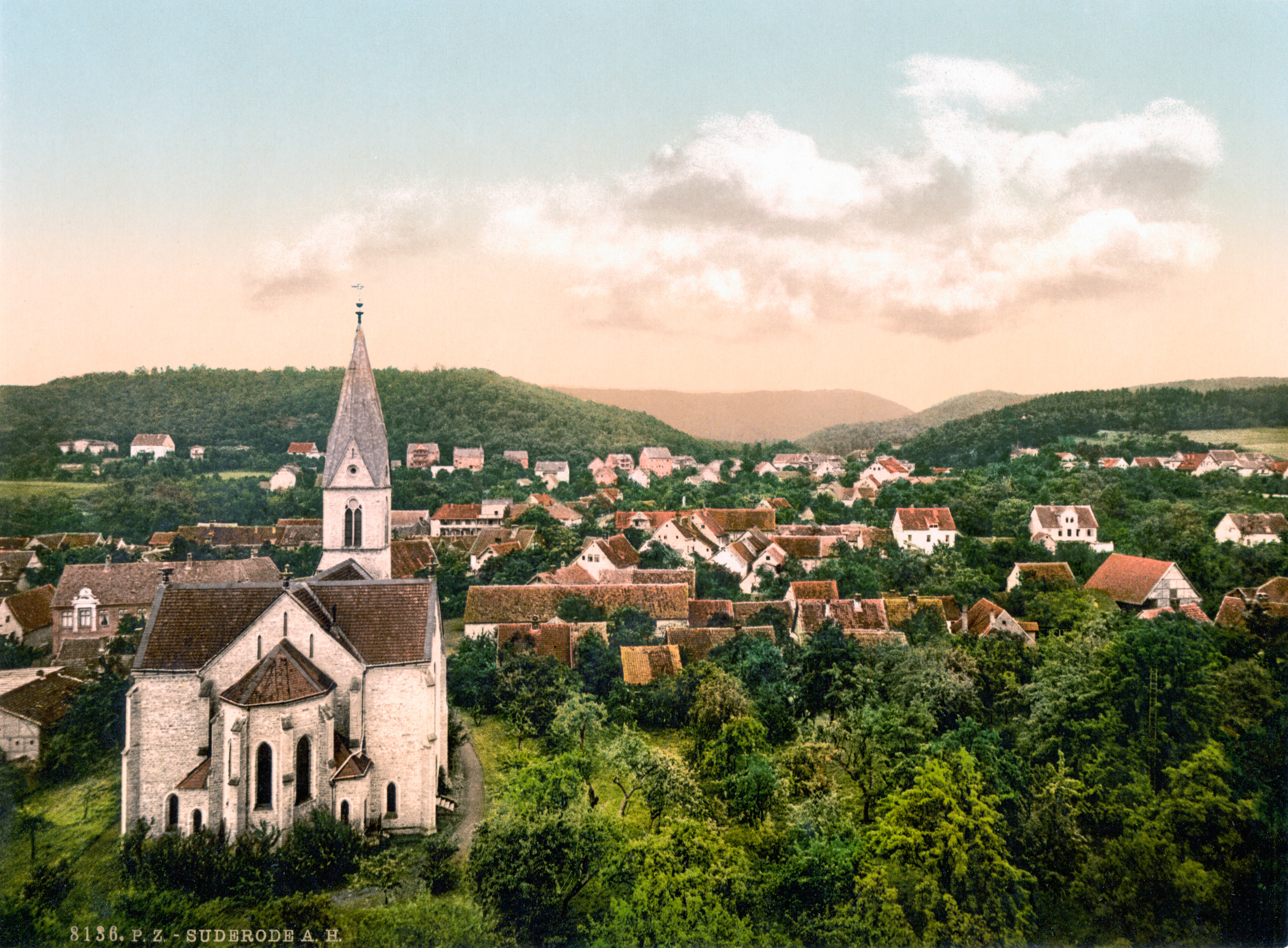
Neue Kirche um 1900, Blick von Süden

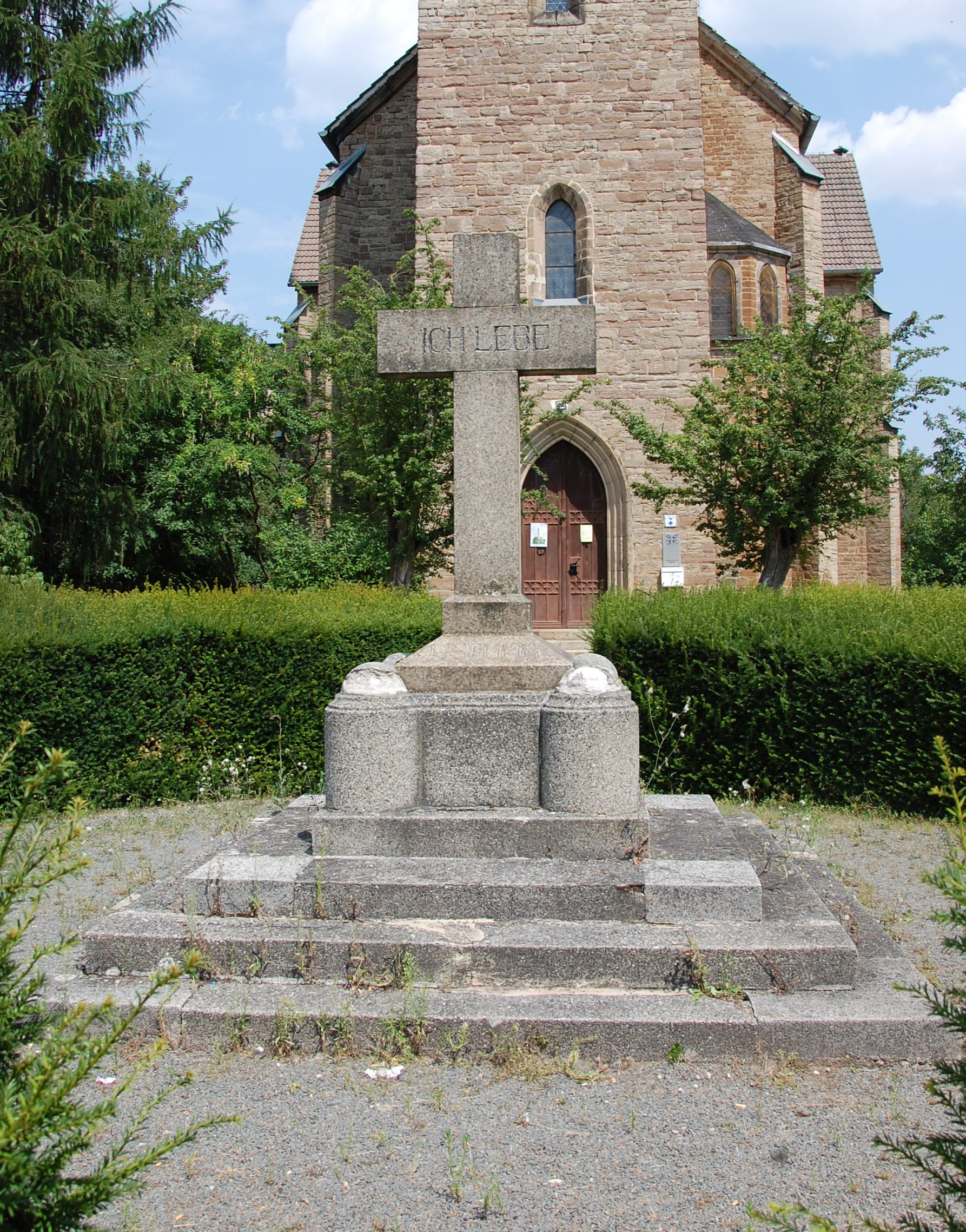
Mahnmal

Sie befindet sich im nördlichen Ende der Hauptachse Bad Suderodes an der Adresse Markt 10 und somit gegenüber der am Südende gelegenen Kuranlage Bad Suderodes. Sie ist im örtlichen Denkmalverzeichnis eingetragen.

## Architektur und Geschichte
Die im Stil der Neogotik aus Sandstein errichtete Saalkirche entstand in den Jahren 1877/78, nach anderen Angaben 1878/79 und wurde als Ersatz für die als zu klein angesehene Alte Kirche Bad Suderode gebaut, die jedoch erhalten blieb.
Die Neue Kirche verfügt über einen polygonalen Chor und ein Querhaus. Am Südende erhebt sich der schlanke, mit einem spitzen Helm versehenen Turm.
Das Kircheninnere wirkt monumental. Die bauzeitliche Ausstattung ist noch weitgehend original erhalten. Im Querhaus bestehen breite Emporen. Die aus der Bauzeit stammende Ausmalung der Kirche wurde in den Jahren 1996/97 rekonstruiert. Südlich der Kirche steht ein Mahnmal.
Die Kirche gehört zum Kirchspiel Bad Suderode-Friedrichsbrunn im Kirchenkreis Halberstadt der Evangelischen Kirche in Mitteldeutschland.

## Sage
Die Neue Kirche ist Gegenstand der Sage Der Opferstein von Suderode. Danach hieb der Teufel aus Wut über den Bau der Neuen Kirche Bad Suderode und der Nichtbeachtung des Teufels zu den altväterlichen Festen seine Klauen in den Opferstein, wodurch die Rillen auf dessen Oberseite entstanden seien. Danach habe der Teufel die Kirche gedreht, so dass ihr Eingang heute nach Süden, in Richtung des Opfersteins, der Altarraum jedoch nach Norden zeige. Die Suderöder würden nun beim Verlassen der Kirche immer in Richtung Opferstein schauen und sich eingestehen müssen, dass man etwas Neues nicht lieben könne, ohne das Alte zu würdigen.